# Czart szybowiec
Czart szybowiec (Exhyalanthrax afer) – gatunek muchówki z rodziny bujankowatych i podrodziny Exoprosopinae. Zamieszkuje Palearktykę i północną część krainy etiopskiej.

## Taksonomia
Gatunek ten opisany został po raz pierwszy w 1794 roku przez Johana Christiana Fabriciusa pod nazwą  Anthrax ater. Później klasyfikowany był w rodzaju Thyridanthrax.

## Morfologia

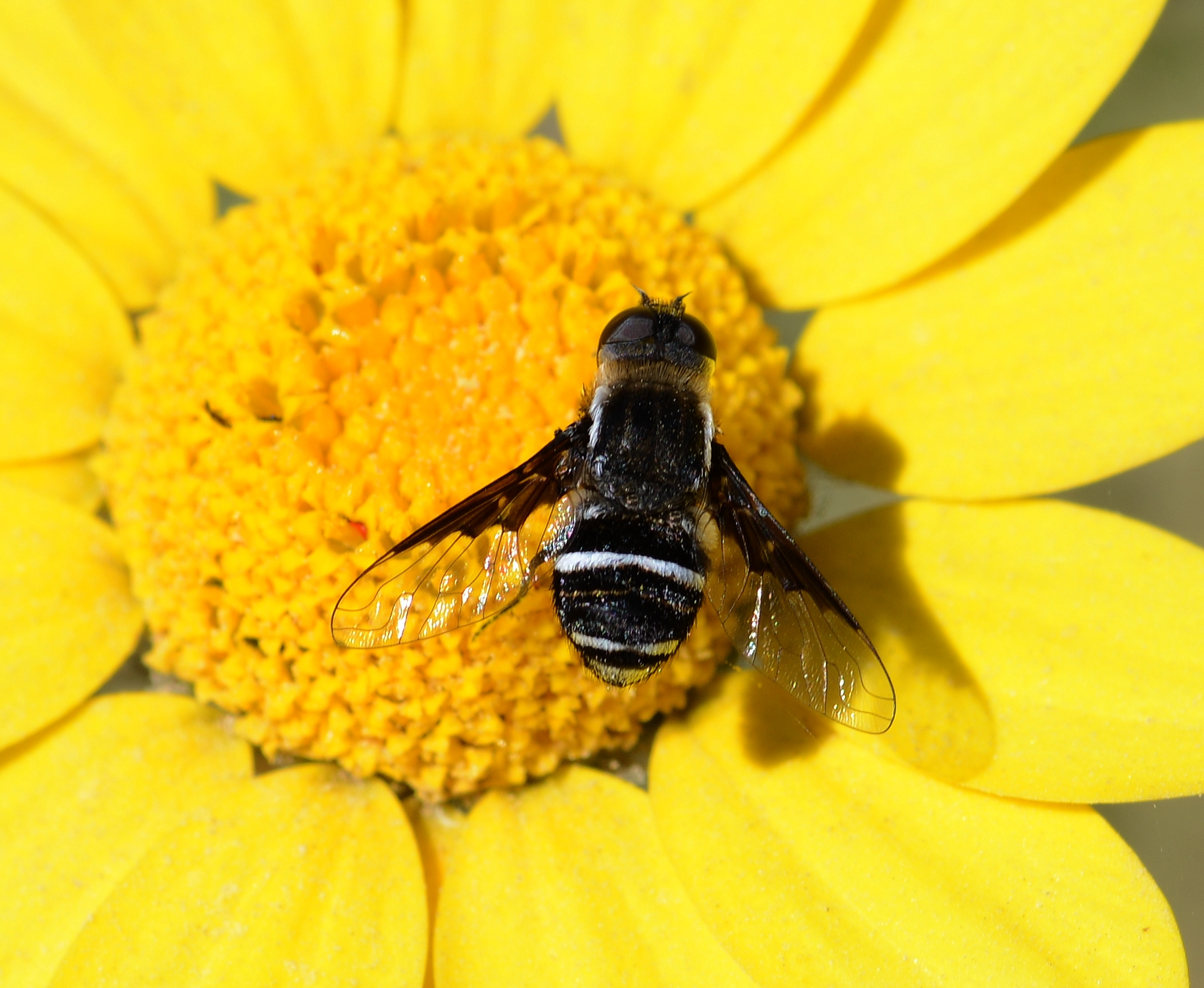
Imago

Muchówka o ciele długości od 4,5 do 11 mm. Oskórek na całym ciele jest czarny. Głowę porastają ochrowożółte łuski i czarne włoski. Twarz jest dziobowato przedłużona. Czułki mają człon trzeci o kształcie gruszkowatym. Tułów ma krezę z włosków ubarwioną w górnej części żółto. Skrzydła mają w części nasadowo-przedniej rozległe zaczernienie obejmujące całość obu komórek nasadowych i część drugiej komórki kubitalnej, pozbawione przejrzystych okienek. Odnóża mają golenie pozbawione kolców, a stopy pozbawione przylg i zwieńczone prostej budowy pazurkami. Ubarwienie odnóży jest czarne z brunatnożółtymi łuskami. Odwłok ma owłosienie i opylenie czarne z kępkami białych włosków na bokach pierwszego i drugiego tergitu, przepaskami z białych łusek na tylnych krawędziach tergitów pierwszego, trzeciego i szóstego oraz ze złociście żółtymi łuskami na sternitach. Samica ma pokładełko włącznie z kolcami ubarwione czarno.

## Ekologia i występowanie
Owad ten zasiedla ciepłe i otwarte stanowiska. Wykazuje nadpasożytnictwo. Larwy są parazytoidami poczwarek gąsienicznikowatych i rączycowatych pasożytujących na gąsienicach i poczwarkach korowódki sosnowej z rodziny garbatkowatych oraz poczwarkach borecznika rudego z rodziny borecznikowatych. Owady dorosłe aktywne są głównie od czerwca do sierpnia. Odżywiają się nektarem.
W Europie gatunek ten znany jest z Portugalii, Hiszpanii, Wielkiej Brytanii, Francji, Belgii, Holandii, Niemiec, Szwajcarii, Austrii, Włoch, Malty Danii, Litwy, Polski, Czech, Słowacji, Węgier, Rumunii, Bułgarii, Słowenii, Chorwacji, Serbii, Czarnogóry, Macedonii Północnej, Grecji, Ukrainy oraz europejskiej części Rosji. W Azji zamieszkuje Syberię, Gruzję, Armenię, Azerbejdżan, Cypr, Turcję, Izrael, Arabię Saudyjską, Zjednoczone Emiraty Arabskie, Oman, jemen, Kazachstan, Turkmenistan, Uzbekistan, Tadżykistan, Kirgistan, Afganistan, Pakistan, Mongolię oraz Chiny – Sinciang, Tybet, Syczuan i Mongolię Wewnętrzną. W Afryce występuje w Maroku, Libii, Egipcie, Czadzie, Erytrei, Ghanie i Kenii.